# Smärtstillande läkemedel

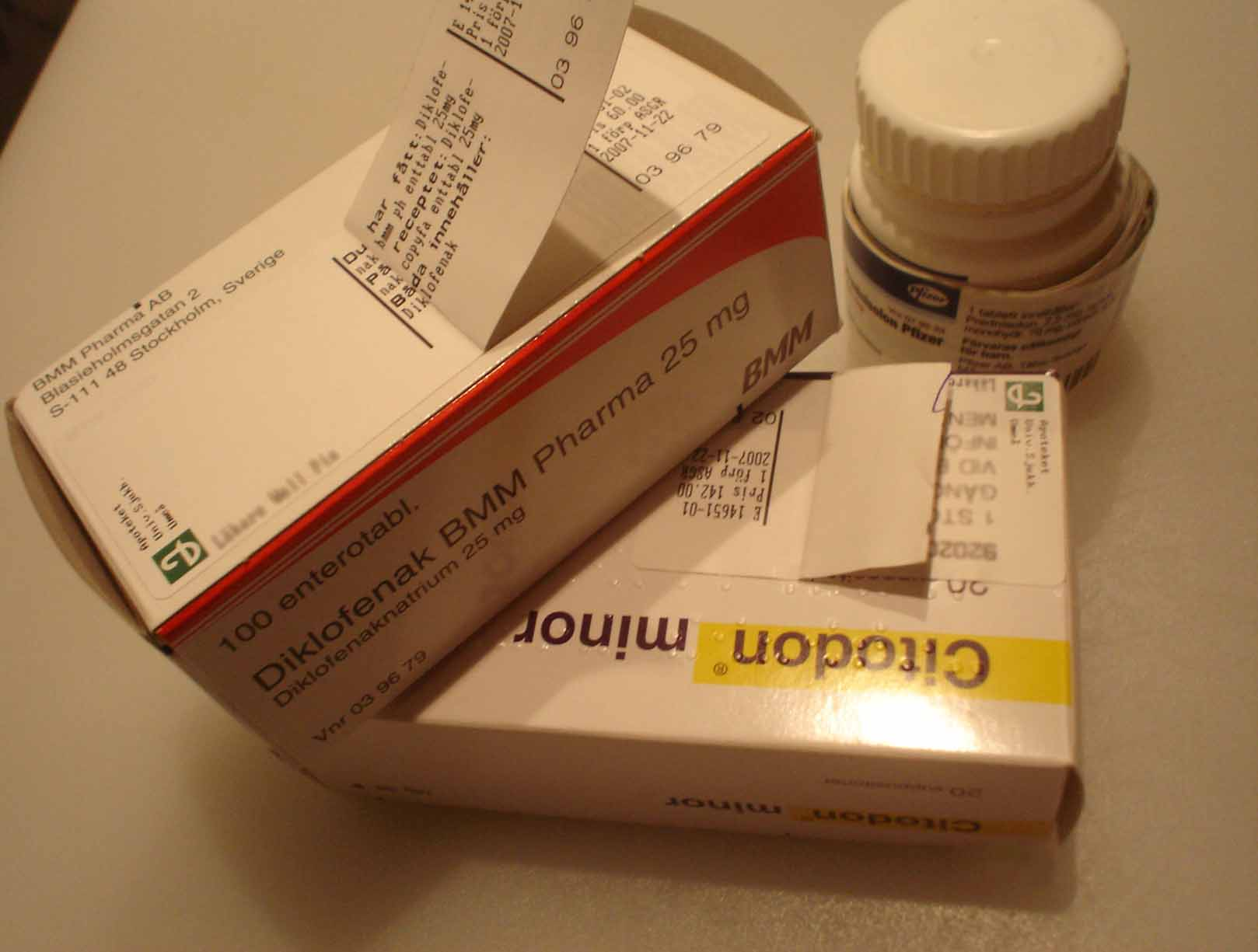
Olika smärtstillande läkemedel.

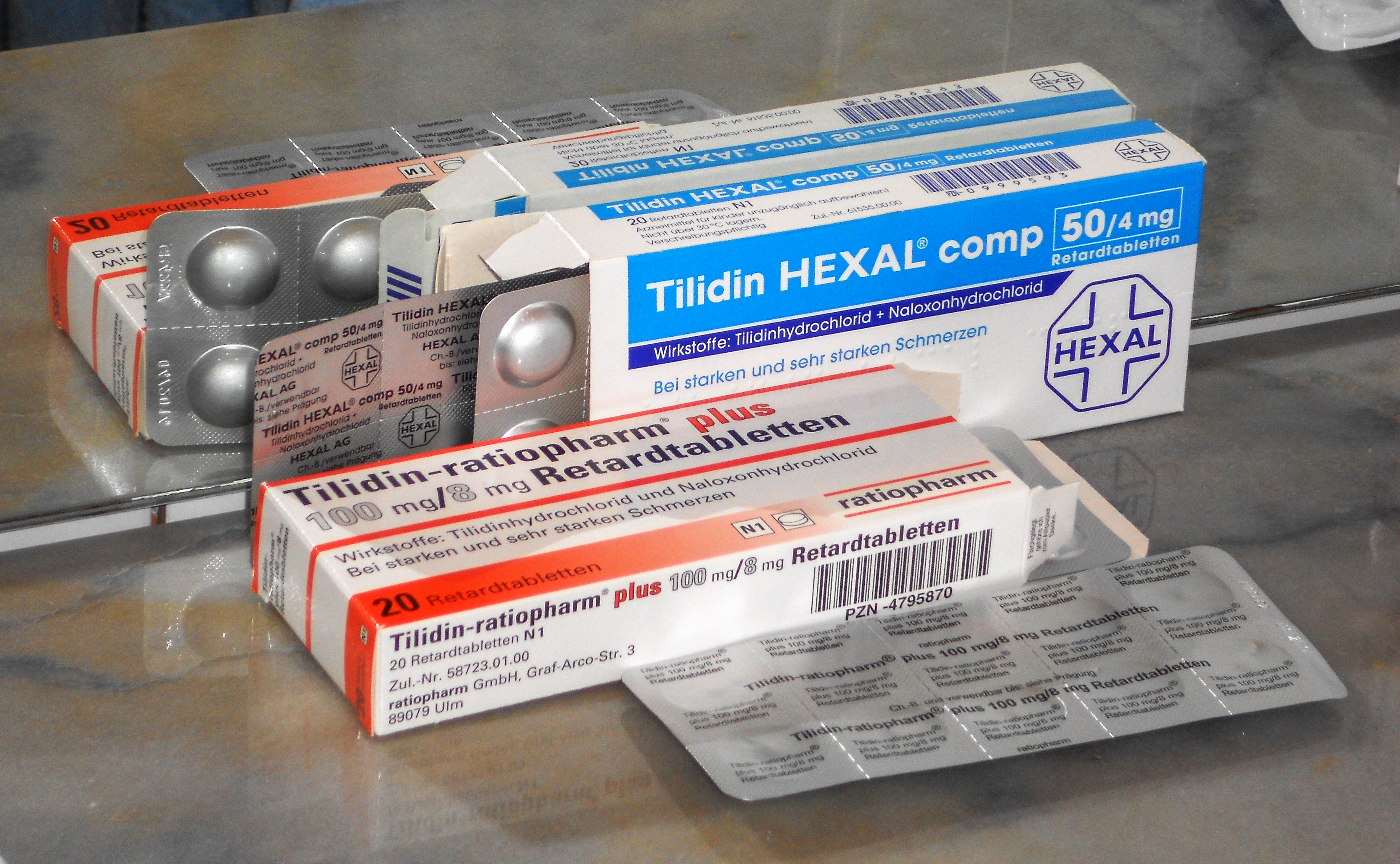

Smärtstillande läkemedel eller analgetika är läkemedel för smärtbehandling. 
Vid inflammation och vid vävnadsskada frisätts prostaglandiner som antas öka smärtreceptorernas känslighet, hyperalgesi. Vid användandet av smärtstillande läkemedeltillhörande NSAID-läkemedelsgruppen, det är en engelsk förkortning av non steroidal anti-inflammatory drugs, hämmas produktionen av prostaglandiner.
Smärtstillande läkemedel delas upp i perifert verkande analgetika och centralt verkande analgetika.

## Perifert verkande analgetika
Smärtstillande medel som verkar perifert i kroppen kallas perifert verkande analgetika, och verkar på smärtreceptorer ute i kroppens vävnader. 

## Centralt verkande analgetika
Smärtlindringen uppnås genom att opioider eller opiater binder till opioidreceptorer i hjärnan och ryggmärgen, det vill säga det centrala nervsystemet, och blockerar smärtimpulserna vilket gör att smärtan upplevs som mindre obehaglig och hotfull. En del opioider har även en lugnande och sedativ effekt, vilket kan vara önskvärt inom sjukvården när det kommer till att behandla patienter i livets slutskede med svåra smärtor.
Opioider har till skillnad från NSAID ingen febernedsättande eller inflammationsdämpande verkan.

## Kombinationspreparat
Så kallade kombinationspreparat innehåller både Paracetamol och Kodein. Exempel på kombinationspreparat är Panocod och Citodon.

## Uppdelning
Inom smärtlindring brukar läkemedelstyperna delas upp på en så kallad smärttrappa om 3 steg:
- Steg 1 – mild smärta, perifert analgetika såsom NSAID att föredra
- Steg 2 – måttlig till svår smärta, opioider eller kombinationspreparat nödvändiga
- Steg 3 – svår smärta, starka opioider nödvändiga

## Smärtstillande substanser i Sverige
| Receptfria: - Acetylsalicylsyra - Diklofenak - Ibuprofen - Naproxen - Paracetamol | Receptbelagda: - Alfentanil - Buprenorfin - Celecoxib - Dexibuprofen - Dextropropoxifen (Både Doloxene och Dexofen avregisreras 2011-03-31 och därefter finns det inga läkemedel med dextropropoxifen som är godkända på den svenska marknaden.) - Duloxetin - Etoricoxib - Fentanyl - Hydromorfon - Gabapentin - Indometacin - Karbamazepin - Ketamin - Ketobemidon - Ketoprofen - Ketorolak - Kodein - Lornoxikam - Meloxikam - Metadon - Morfin - Nikomorfin - Oxikodon - Parecoxib - Petidin - Piroxikam - Pregabalin - Sufentanil - Tenoxikam - Tramadol |